# Pen spinning
 (juin 2023).
- Si vous ne connaissez pas le sujet, laissez ce bandeau (vous pouvez alors contacter les auteurs).
- Si vous supprimez le contenu mis en cause (vous pouvez préalablement contacter les auteurs),

argumentez précisément cette suppression dans la page de discussion
(un manque de référence n'est pas un argument ; une recherche réelle de référence doit avoir été effectuée, être formellement documentée).
 (février 2024).
Si vous disposez d'ouvrages ou d'articles de référence ou si vous connaissez des sites web de qualité traitant du thème abordé ici, merci de compléter l'article en donnant les références utiles à sa vérifiabilité et en les liant à la section « Notes et références ».
 (juin 2023).
 (juin 2023).
La mise en forme du texte ne suit pas les recommandations de Wikipédia : il faut le « wikifier ».
Les points d'amélioration suivants sont les cas les plus fréquents. Le détail des points à revoir est peut-être précisé sur la page de discussion.
- Les titres sont pré-formatés par le logiciel. Ils ne sont ni en capitales, ni en gras.
- Le texte ne doit pas être écrit en capitales (les noms de famille non plus), ni en gras, ni en italique, ni en « petit »…
- Le gras n'est utilisé que pour surligner le titre de l'article dans l'introduction, une seule fois.
- L'italique est rarement utilisé : mots en langue étrangère, titres d'œuvres, noms de bateaux, etc.
- Les citations ne sont pas en italique mais en corps de texte normal. Elles sont entourées par des guillemets français : « et ».
- Les listes à puces sont à éviter, des paragraphes rédigés étant largement préférés. Les tableaux sont à réserver à la présentation de données structurées (résultats, etc.).
- Les appels de note de bas de page (petits chiffres en exposant, introduits par l'outil «  Source ») sont à placer entre la fin de phrase et le point final[comme ça].
- Les liens internes (vers d'autres articles de Wikipédia) sont à choisir avec parcimonie. Créez des liens vers des articles approfondissant le sujet. Les termes génériques sans rapport avec le sujet sont à éviter, ainsi que les répétitions de liens vers un même terme.
- Les liens externes sont à placer uniquement dans une section « Liens externes », à la fin de l'article. Ces liens sont à choisir avec parcimonie suivant les règles définies. Si un lien sert de source à l'article, son insertion dans le texte est à faire par les notes de bas de page.
- La présentation des références doit suivre les conventions bibliographiques. Il est recommandé d'utiliser les modèles {{Ouvrage}}, {{Chapitre}}, {{Article}}, {{Lien web}} et/ou {{Bibliographie}}. Le mode d'édition visuel peut mettre en forme automatiquement les références.
- Insérer une infobox (cadre d'informations à droite) n'est pas obligatoire pour parachever la mise en page.

Pour une aide détaillée, merci de consulter Aide:Wikification.
Si vous pensez que ces points ont été résolus, vous pouvez retirer ce bandeau et améliorer la mise en forme d'un autre article.

Pen spinning

Le Pen spinning ou jonglerie de stylo est une pratique qui consiste à manipuler un stylo avec ses doigts de manière esthétique, à l’origine de le faire tourner, d’où son nom anglais pen spinning. Bien que cela soit souvent considéré comme une forme de divertissement personnel (généralement dans le cadre d'une école ou d'un bureau), des compétitions et des réunions multinationales sont parfois organisées. Pour une meilleure jonglerie, les pens spinneurs assemblent souvent plusieurs parties de stylo pour n'en faire qu'un seule on appelle ceci un "mod". Le stylo (ou mod) quitte rarement la main, hormis quelques lancers. Elle est parfois classée comme une forme de jonglerie de contact ; cependant, certains tricks, par exemple les "spreads" et les "aerial tricks", laissent le contact avec le corps. En plus des instruments d'écriture, on le voit souvent également joué par des batteurs avec leurs baguettes. Le spinning au stylo a rapidement gagné en popularité à l’échelle internationale grâce au partage de vidéos en ligne et aux forums. Ce passe-temps est populaire dans le monde entier depuis au moins les années 1970.[réf. nécessaire]
Elle est souvent pratiquée par les élèves du collège et du lycée et est parfois associée aux informaticiens comme le montre l’exemple de Boris Grishenko dans le film GoldenEye.

## Historique
- Les premières traces du pen spinning datent d’avant la Seconde Guerre mondiale au Japon, autant dire depuis que le stylo existe. Le pen spinning se répand lentement dans le monde durant les décennies qui suivent, néanmoins cette discipline reste très marginale jusqu’en 1975, date de l’apparition du critérium. Avec lui, les écoliers généralisent le pen spinning dans l’ensemble du Japon. En 1989, Hiromichi Hosoma, étudiant à l’Université de Kyoto, présente une thèse sur le sujet ; il parle essentiellement du pen spinning dans la société japonaise et peu de la discipline en elle-même. À cette époque apparaissent les termes de ペン回し (pen mawashi) et 浪人回し (rounin mawashi). Le terme de rounin inclut une connotation péjorative puisque rounin désigne un étudiant qui a échoué à son concours et doit redoubler. Le pen spinning est peu apprécié dès cette époque à cause de cela : on l’associe à l’échec scolaire ; de plus, le bruit du stylo qui tombe en énerve plus d’un.

- En 1997, le Japonais Hideaki Kondoh crée le premier site web sur le pen spinning, celui-ci s’intitule « Mon histoire du pen spinning »[2] et forme la première communauté de pen spinners au monde.

- En 2000, l’Américain Fernando « Kam » Kuo crée le premier site d’apprentissage du pen spinning, nommé « Pentix ».

- En 2003, Pentix ferme pour laisser place à une nouvelle version du site : Pentrix[3]. De plus, la même année, M. Lee Sun Chul (Mr LSC) crée en Corée la communauté PenDolSa[4] (dont le nom vient de 펜을 돌리는 사람들, « peneul dollineun saramdeul », « ceux qui font tourner des stylos »).

- En 2004, Fernando « Kam » Kuo met en place l’UPSB[5] (Universal Pen Spinning Board), une communauté mondiale de pen spinning.

- Dès lors, le pen spinning se répand dans le monde mais reste marginal.

- En 2005, PenDolSa lance la première vidéo de collaboration entre pen spinneurs, cette vidéo fait le tour du monde et fait naître de nombreuses vocations.

- Depuis, de nombreuses communautés se sont créées dans le monde entier ; rien qu’en Corée, on compte 300 000 inscrits sur PenDolSa…

Il existe même une association officielle de pen spinning au Japon nommée PSAJ (Pen Spinning Association Japan).

## Tournois
Avec l’essor du pen spinning et des communautés dans le monde, des tournois se sont organisés. L'organisation est la suivante : les années impaires un « World Tournament » est organisé (tournoi individuel), et les années paires une « World Cup » est organisée (tournoi par équipe). Ces deux compétitions mondiales se déroulent sur Internet, c'est pourquoi les noms présentés sont des pseudonymes. Occasionnellement d'autres tournois sont organisés, parfois en conditions réelles, auquel cas le vrai nom des participants peut être mentionné mais on garde toujours le pseudonyme comme référence principale.
- En 2007 a lieu le premier « World Tournament » qui établit le classement suivant : 1: KTH (Corée) / 2: Eriror (Pays-Bas) / 3: Fratleym (France) / 4: Banz (France) / 5: PS-728 (Japon).

- En 2008 a lieu la première « World Cup ». C’est la JEB (équipe du Japon) qui l’a emportée.

- Le 30 mars 2008, Ryuki « seVen » Omura, un lycéen japonais de 16 ans, gagne le premier tournoi de jonglerie de stylo organisé au Japon[6].

- Le 6 novembre 2008, la société BiC organise le premier tournoi européen de pen spinning. La finale a lieu à Paris et est remportée par l’Allemand Puddels Kern, suivi par des Français : Kévin « Gold Angel », Cyril Nahon « Twim », Diana S. « Badtzu » et Adrien « Cookieslover ».

- En 2009 a eu lieu le deuxième « World Tournament », gagné par le Thaïlandais SpinnerPeeM, devant l'Allemand Minwoo.

- En 2010 a eu lieu la deuxième « World Cup » (par équipe de communautés). C'est la THPSC (équipe de la Thaïlande) qui l'a emportée contre la BPSC (équipe de Belgique).

- En 2011 a eu lieu le troisième « World Tournament », gagné par le Français s777, devant le Chinois Kin.

- La troisième "World Cup" se termine le premier juin 2012 par la victoire de la Communauté Française (FPSB), composée de Fel2fram, Futhark, Lindor, Anikis, les deux Belges Ivabra et Gisele8, et managée par Smile. L'équipe s'impose en finale contre UPSB[7].
- Le World Tournament 2013, qui s'est déroulé de janvier à mai, consacre la victoire du japonais Sutomo, membre de JEB, face au Français A13x. À noter que les combos des deux finalistes ont suscité des critiques de toute la communauté, le niveau ne semblant pas à la hauteur des attentes d'une finale d'un World Tournament.
- En 2014, la quatrième "World Cup" se termine avec la victoire de la JEB (équipe du Japon) face à la PSH (équipe de la Chine).
- En 2015, le cinquième World Tournament se termine avec la victoire du japonais Menowa* face au phillipin Xound.
- En 2017, le sixième World Tournament se termine avec la victoire du thaïlandais Sirapob face au français Gollumsk8.
- En 2018, la 5ème coupe du monde appelée "Team world cup" se termine avec la victoire de l'équipe The Front Row, une équipe internationale composée de Pixels, OhYeah, DArKT, Juan et Rotation87 face à l'équipe japonaise. 2 équipes françaises occupent les 3 et 4e places.
- En 2019, le septième WT se termine avec la victoire de Isuk, un australien de UPSB face à DArKT, un brésilien.

| Année | Tournoi          | Gagnant       | Pays           |
| ----- | ---------------- | ------------- | -------------- |
| 2007  | World Tournament | KTH           | Corée          |
| 2008  | World Cup        | (JEB)         | Japon          |
| 2009  | World Tournament | Spinnerpeem   | Thaïlande      |
| 2010  | World Cup        | (THPSC)       | Thaïlande      |
| 2011  | World Tournament | s777          | France         |
| 2012  | World Cup        | (FPSB)        | France         |
| 2013  | World Tournament | Sutomo        | Japon          |
| 2014  | World Cup        | (JEB)         | Japon          |
| 2015  | World Tournament | Menowa*       | Japon          |
| 2016  | /                | /             | /              |
| 2017  | World Tournament | Sirapob       | Thaïlande      |
| 2018  | Team World Cup   | The Front Row | Internationale |
| 2019  | World Tournament | Isuk          | Australie      |

## Conseils pour les débutants
L'apprentissage du pen spinning peut être long et fastidieux : en effet, il est souvent difficile d'apprendre une nouvelle figure. Cependant, l'entrainement régulier permet d'obtenir de très bons résultats. Respecter un certain ordre d'apprentissage permettra aux débutants et aux plus expérimentés de progresser plus rapidement dans la matière et de ne pas se perdre parmi les nombreuses figures.
Il est fortement conseillé aux débutants de ne pas se décourager dès les premiers essais car seule une pratique intensive rendra les mouvements fluides.
Les débutants peuvent aussi demander de l'aide à quelqu'un de plus expérimenté (notamment sur les forums), rendant plus facile la compréhension de certaines figures très techniques.

## Personnalités

### Bonkura
Toshikazu Nagai alias Bonkura est né le 5 décembre 1985 à Otsu mort en 2007, région de Kansai (Japon). Réputé pour être le plus grand pen spinneur au monde, son pseudo vient d’un surnom que ses camarades lui donnaient en première année d’école primaire et signifie « branleur » ou « bon à rien ». Étudiant à la Faculté des Lettres de Kyoto, il devient vice-président de l’Association Japonaise de Pen Spinning (la PSAJ). Sa première apparition à la télévision a lieu le 5 mars 2006 où les téléspectateurs ne voient de lui que ses mains et son dos. Il exécute quelques tricks (figures) et du freestyle (enchaînement improvisé de tricks). En plus de la difficulté des tricks très impressionnants qu’il effectue, Bonkura est reconnu pour sa créativité et sa fluidité, testant de nouvelles techniques constamment et exploitant de nombreuses pistes, parfois même en utilisant d'autres objets tels que son téléphone portable ou une bouteille en plastique. Il inventa beaucoup de tricks et de mods dont certains portent son nom (comme par exemple le Black Bonkura KT). Reconnu comme le meilleur pen spinneur du monde malgré sa défaite aux championnats du monde de 2007 en demi-finale face à Eriror. Le 13 septembre 2007, il décède à l’âge de 21 ans. Aujourd’hui, il est encore admiré et extrêmement respecté par tous les pen spinneurs du monde.

### SpinnerPeeM
SpinnerPeeM est le gagnant du WT 2009, il l'emporta en finale contre l'Allemand Minvvoo. "Peem" a une maîtrise impressionnante des hard-tricks (figures de haute difficulté) qu'il enchaîne avec une bonne fluidité. Il vient de la THPSC, la communauté thaïlandaise de PenSpinning. Il inventa un mod ayant un poids assez élevé appelé le BusterCYL. Malgré son niveau très élevé, il est très controversé sur son spin que certaines personnes considèrent comme « vide » comparé à ce qui s'est fait avant lui et ses hard-tricks/power tricks, mais reste une "légende" du spin mondial.

### s777
s777 est le  français gagnant du WT 2011, il l'emporta en finale contre l'Hong-kongais Kin. s777 est reconnu pour sa fluidité et son style caractéristique mêlant des links et figures originales. s777 fut l’emblème du penspinning français du moment, propulsant une fois de plus la FPSB sur le podium des communautés de pen spinning mondiales.

### Fel2Fram
Fel2Fram  est un spinner français actif jusqu'en 2013. Bien qu'il n'ait pas remporté de World Tournament, il a eu un grand impact sur le penspinning moderne, il a notamment popularisé des concepts encore très peu connus à l'époque en occident comme les japanese motion ou bien les powerpass. Il est considéré comme l'un des meilleurs spinners de sa génération. Son style très particulier se démarque notamment par l'utilisation de tricks très complexes et peu utilisés à l'époque. Encore aujourd'hui, peu de spinners ont réussi à s'approcher du spin que Fel2fram avait lorsqu'il était actif. Il a fait partie de l'équipe française du sacre lors de la World Cup 2012.

### Menowa*
Menowa* est un spinner japonais, gagnant du WT 2015, l'emportant contre le philippin Xound. Menowa* est le spinner reconnu comme le plus polyvalent du monde, maitrisant à la fois tous les hard-tricks et poussant le Penspinning à un niveau jamais égalé. Il a popularisé le principe des Tricks "Fingercross" (littéralement doigts croisés). Il est aussi le créateur de nombreux mods personnels nommés selon leur créateur, tels que le Menowa* Mod, Menowa* Emboss mod, Menowa* Reimei ou Menowa* G3 mod. En 2017, il est juge pour le WT.